# Alfredo B. Crevenna
Alfredo B. Crevenna (Frankfurt del Main, Alemanya, 22 d'abril de 1914 - Ciutat de Mèxic, 29 d'agost 1996), prolífic escriptor i director de pel·lícules mexicanes comercials, nascut en Alemanya, que passaven del melodrama a la comèdia, l'aventura, la ciència-ficció i l'horror.

## Biografia
Fill d'una família aristòcrata. A causa d'un problema familiar, renuncia als seus drets nobiliaris, així com al cognom Bolongaro-Crevenna, per a dir-se simplement Alfredo B. Crevenna.
Quan es filmava La princesa Turandot, el 1936, en la qual ell era l'assistent de director, el director té un accident que li impedeix concloure-la, per la qual cosa els directius d'UFA, la productora de l'Alemanya d'aquesta època, busquen un altre director de renom perquè continuï el rodatge, però cap accepta, per la qual cosa el director original assenyala que Crevenna és l'indicat per concloure-la.
La influència de l'expressionisme alemany que reflecteixen les seves primeres cintes va permetre que adquirís nombrosos encàrrecs per a rodatges, ja que amb freqüència explorava composicions i atmosferes inusuals al cinema de llavors.
Als 12 anys, rep dels seus pares una càmera d'aficionat amb la qual realitza els noticiaris del col·legi. Continua amb un equip en 16 mm, al qual adapta una gravadora de so, dos anys abans que se sonoritzés el cinema. Estudia Física i Química a la Universitat d'Oxford, carreres que no exerceix, però que el converteixen en col·laborador dels investigadors d'Agfa, sent un dels pioners de la fotografia a color. Explora en presentacions públiques, la sincronia de so amb la imatge, amb un sistema semblant al de Lee De Forest, creador del so òptic.
Als 22 anys acaba, com a director de La princesa Turandot (1936), el primer llargmetratge de la seva carrera. En contra del règim nazi, decideix abandonar Alemanya i viatja a Los Angeles, Califòrnia, on signa un contracte amb la Warner Bros. convidat per un amic.
Arriba a Mèxic als 24 anys. En un sopar coneix Emilio Azcárraga Vidaurreta i el seu soci, el productor Francisco de P. Cabrera, a qui assessora tècnicament en la seva producció La noche de los mayas (de Chano Urueta) 1939, cinta que adapta i postprodueix.
Nacionalitzat mexicà en 1941 inicia una extensa carrera al cinema nacional arribant a dirigir més de 130 llargmetratges que abasten tots els gèneres.
En aquest any escriu el guió de Ni sangre ni arena (d'Alejandro Galindo), participa com a assistent de Norman Foster i és guionista de Santa (1943). Amb Adán, Eva y el diablo/ 1944, debuta com a director a Mèxic. Els seus últims treballs com Nuestra ciudad, El candidote i Cosas de la patada, els realitza en vídeo.
En 1994 la Societat Mexicana de Directors li atorga la Medalla d'Or al Mèrit com a director pels seus 50 anys de treball.
En el gremi cinematogràfic, la seva opinió afavoreix la creació oficial d'una clàusula perquè la labor de tractament i adaptació d'arguments es consideri com una línia sindical.
Per les seves pel·lícules Muchachas de uniforme 1950, La rebelión de los colgados 1954, basada en la novel·la de l'alemany B. Traven i Talpa 1955, primera adaptació d'un conte de Juan Rulfo, i El gran autor 1953 rep diverses distincions en diversos dels festivals en què són exhibides.

## Filmografia

### Director
- Heidenovelle (1937) - curtmetratge
- Algo flota sobre el agua (1948)
- La dama del velo (1949)
- El rencor de la tierra (1949)
- Otra primavera (1950)
- Las joyas del pecado (1950)
- Huellas del pasado (1950)
- Muchachas de Uniforme (1951)
- La mujer sin lágrimas (1951)
- Mi esposa y la otra (1952)
- Angélica (1952)
- Apasionada (1952)
- Fruto de tentación (1953)
- El gran autor (1954)
- Si volvieras a mi (1954)
- La rebelión de los colgados (1954)
- Pueblo, canto y esperanza (1956) – episodi colombià
- Amor y pecado (1956)
- Talpa (1956)
- Yambaó (1957)
- Gutierritos (1959)
- Quinceañera (1960)
- Teresa (1961)
- Chicas casaderas (1961)
- Azahares rojos (1961)
- La fierecilla del puerto (1963)
- La casa de los espantos (1963) - codirigida amb Alberto Mariscal
- Rostro infernal (1963)
- Los parranderos (1963)
- Échenme al vampiro (1963) - codirigida amb Alberto Mariscal
- La huella macabra (1963) - codirigida amb Alberto Mariscal
- Qué bonito es querer (1963)
- Dos alegres gavilanes (1963)
- Dos inocentes mujeriegos (1964)
- Los hermanos Barragán (1964) - codirigida amb Alberto Mariscal
- Los novios de mis hijas (1964)
- La sombra del mano negra (1964) - codirigida amb Alberto Mariscal
- Neutrón contra el criminal sádico (1964)
- El texano (1965)
- El pueblo fantasma (1965)
- Los asesinos del karate (1965)
- Aventura al centro de la tierra (1965)
- Para todas hay (1965)
- Cada oveja con su pareja (1965)
- Una mujer sin precio (1966)
- Los endemoniados del ring (1966)
- La mano que aprieta (1966) - codirigida amb Tito Novaro
- Gigantes planetarios (1966)
- Vuelve el Texano (1966)
- El secreto del texano (1966)
- El planeta de las mujeres invasoras (1966)
- La Venus maldita (1967) - codirigida amb Adolfo García Videla
- Seguiré tus pasos (1967) - codirigida amb Félix A. Ramírez
- Santo contra la invasión de los marcianos (1967)
- Pasión oculta (1967) - codirigida amb Félix A. Ramírez
- Cómo pescar marido (1967)
- Santo contra los villanos del ring (1968)
- Pasaporte a la muerte (1968)
- No se mande, profe (1969)
- Una horca para el Texano (1969)
- El día de las madres (1969)
- Arriba las manos Texano (1969)
- Las impuras (1969)
- Los problemas de mamá (1970)
- El juicio de los hijos (1971)
- El ídolo (1971)
- Yesenia (1971)
- Dos mujeres y un hombre (1971)
- Santo y el águila real (1973)
- Las bestias del terror (1973)
- La tigresa (1973) - codirigida amb René Cardona Jr.
- Santo contra la magia negra (1973)
- Albures mexicanos (1975)
- Acorralados (1976)
- Los temibles (1977)
- La hora del jaguar (1978)
- Puerto maldito (1979)
- La dinastía de Dracula (1980) - codirigida amb Claudia Becker
- La venganza de un matón (1980)
- El preso No. 9 (1981)
- Las muñecas del King Kong (1981)
- Me lleva la tristeza (1983)
- La fuga de Carrasco (1983)
- Braceras y mojados (1984)
- Los matones del Norte (1985)
- La buena vida - Paraiso erótico (1985)
- El secuestro de Camarena (1985)
- Muerte de el federal de camiones (1987)
- Las limpias (1987)
- Cinco nacos asaltan Las Vegas (1987)
- Mas buenas que el pan (1987)
- Ser charro es ser Mexicano (1987)
- Cacería implacable (1988)
- El chácharas (1989)
- Cargamento mortal (1989)
- Rumbera, caliente (1989)
- El garañón (1989)
- Programado para morir (1989)
- Comezón a la Mexicana (1989)
- El fugitivo de Sonora (1989)
- De super macho a super hembra (1989)
- La sombra del Tunco (1990)
- Juan Nadie (1990)
- La mojada engañada (1990)
- Carrera contra el destino (1990)
- Agua roja (1990)
- El Chile (1991)
- El secuestro de un policía (1991)
- Los repartidores (1991)
- Escuadrón suicida (1991)
- El invencible ojo de vidrio (1992)
- Al filo del terror (1992)
- No jálen! que descobijan (1992)
- Ni angel ni demonio... un macho! (1992)
- Que me entierren con la banda (1994)
- Nuestra ciudad (1995)
- Las nenas de quinto patio (1995)

### Director i guionista
- Adán, Eva y el diablo (1945)
- Orquídeas para mi esposa (1954)
- Casa de muñecas (1954)
- Dos mundos y un amor (1954)
- Una mujer en la calle (1955)
- Donde el círculo termina (1956)
- El hombre que logró ser invisible (1958)
- Senda prohibida (1961)
- Sol en llamas (1962)
- La satánica (1973)
- La mujer del diablo (1974)
- El poder negro (Black power) (1975)
- El cuatro dedos (1978)
- El látigo (1978)
- Penthouse de la muerte (1979)
- Alguien tiene que morir (1979)
- El látigo contra Satanás (1979)
- Pesadilla mortal (1980)
- Ilegales y mojados (1980)
- Juan el enterrador (1981)
- La furia de los karatecas (1982)
- El puño de la muerte (1982)
- El muro de la tortilla (1982)
- La isla de Rarotonga (1982)
- De pulquero a millonario (1982)
- El coyote emplumado (1983) - codirigida amb María Elena Velasco
- La salvaje ardiente (1984)
- El mexicano feo (1984)
- Casa de muñecas para adultos (1987)
- El gran relajo mexicano (1988)
- Los albureros (1988)
- Los hijos del criminal (1989)
- El mil abusos (1990)
- Una luz en la escalera (1994)

### Guionista
- La noche de los mayas, de Chano Urueta (1939)
- Ni sangre, ni arena, de Alejandro Galindo (1941)
- Santa, de Norman Foster e Alfredo Gómez de la Vega (1943)
- La diosa arrodillada de Roberto Gavaldón (1947)
- Llamas contra el viento, d'Emilio Gómez Muriel (1956)